# Duitse terugtocht uit Albanië
De Duitse terugtocht uit Albanië was een operatie die in oktober-november 1944 plaatsvond. Nadat de hele situatie op de Balkan veranderd was vanaf eind augustus 1944 door het Sovjet Iași-Chișinău-offensief, de vernietiging van het Duitse 6e Leger en de daaropvolgende wisseling van zijde door Roemenië en Bulgarije, begonnen de Duitsers met een terugtrekking uit Griekenland. Tegen begin oktober werd ook besloten Albanië te ontruimen. De Duitse Heeresgruppe E trok met zijn hoofdmacht vanaf Thessaloniki door Macedonië naar het noorden en verloor daarbij contact met het 21e Bergkorps in Albanië. De route voor terugtocht van dit korps richting Mostar werd echter afgesneden door partizanen, waarom een alternatieve langere weg via Prijepolje genomen moest worden. Hierbij was echter weer hulp nodig van de 22e Infanteriedivisie van de Heeresgruppe E hoofdmacht. Pas medio januari 1945 was het korps werkelijk in veiligheid.

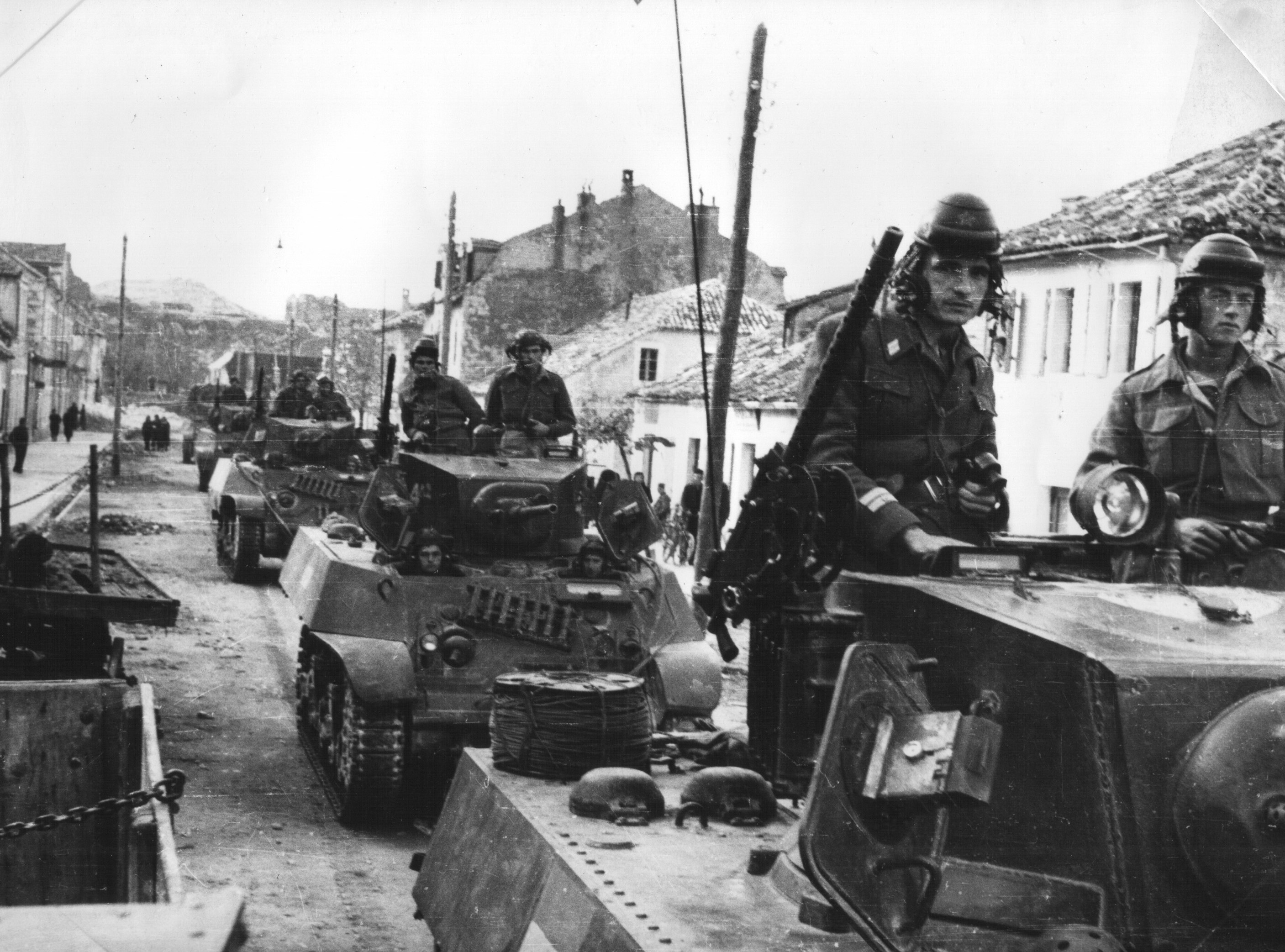
Tanks van het 2e Stoottroepen-korps van de NOVJ bevrijdden Nikšić in 1944

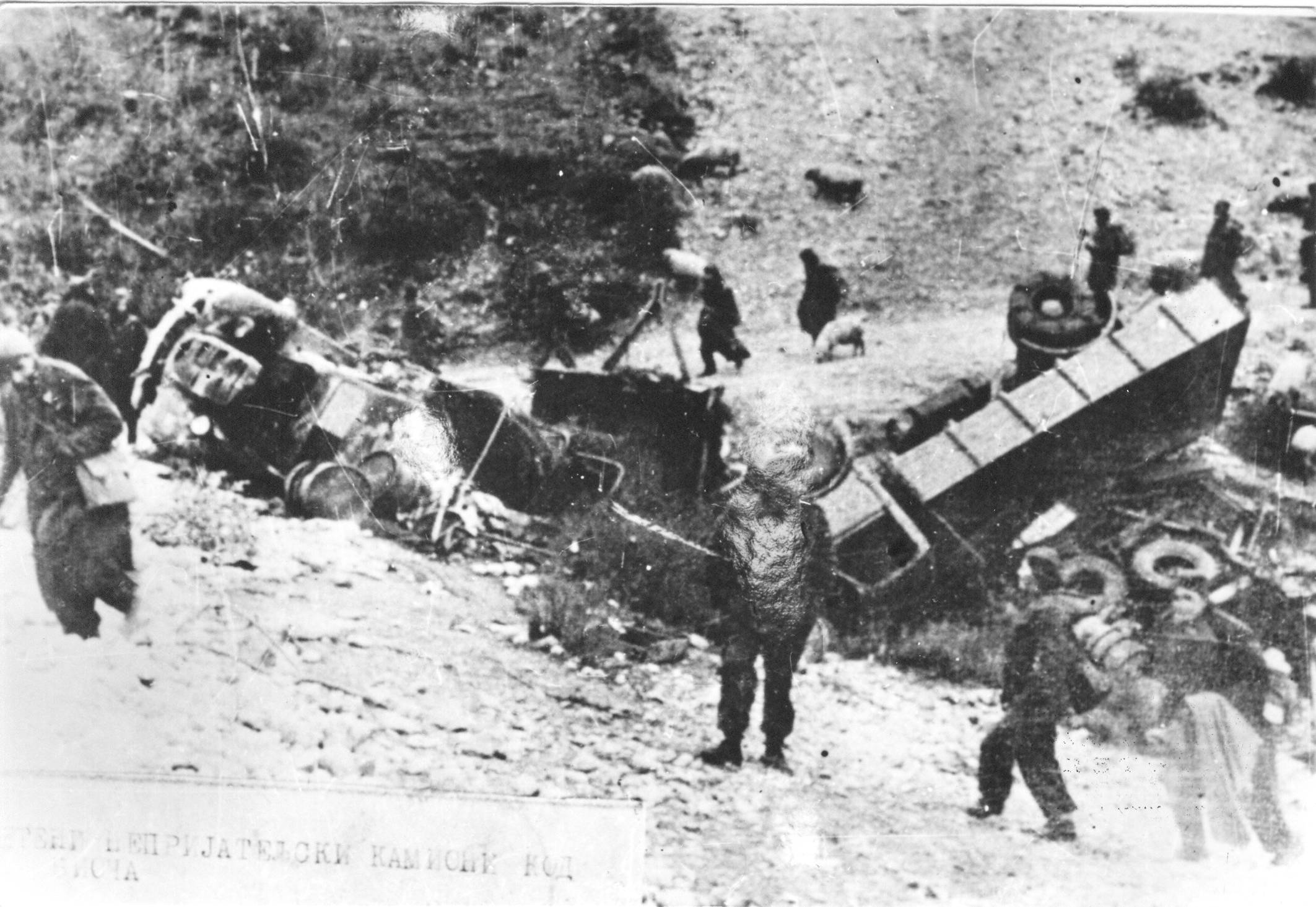
Deze gemotoriseerde colonne van het 21e Bergkorps werd vernietigd tijdens de uitbraak in Montenegro

## Inleiding
Het Duitse 21e Bergkorps stond sinds augustus 1943 onder het bevel van het 2e Pantserleger. Het korps vormde de bezettingsmacht in Montenegro, een deel van Metohija en Albanië. Op 15 september 1944 werd het korps onder het bevel van Heeresgruppe E geplaatst. De beide divisies van het korps (de 181e en 297e Infanteriedivisies) moesten eind september een regimentsgroep van twee bataljons en een artilleriebataljon afgeven aan Armee-Abteilung Serbien in Belgrado. Op 3 oktober begon de Duitse terugtrekking uit Albanië vanaf Vlorë. Ter hoogte van de Shkumbin werd de druk van Albanese partizanen duidelijk voelbaar. Maar er moest gewacht worden op de Gruppe Steyrer, die via Struga kwam en aansluiting zou maken om het 21e Bergkorps te versterken na de afgifte van voorgenoemde regimentsgroepen. Dit duurde een extra dag. De doortocht door Tirana op 17 november voerde zelfs tot huis-aan-huis gevechten met partizanen.

## De weg naar Mostar afgesneden
Intussen ontving het korps het bevel om de verbinding met het 5e SS Bergkorps in het gebied van Mostar veilig te stellen. Intussen was de Operationele Kust-groep van het NOVJ en de 3e Stoottroepen-divisie erin geslaagd in september en oktober o.a. Nikšić, Trebinje, Bileća en Grahovo in te nemen. Het 5e SS Bergkorps was richting Mostar weggetrokken en had een gat achtergelaten dat de Joegoslavische partizanen meteen opvulden. Daarmee was de directe weg naar het noorden naar Mostar afgesloten. 
Op 14 oktober lanceerde de 181e Infanteriedivisie een tweetal aanvallen uit. Een (Gruppe Podgoric) vanuit Danilovgrad richting Nikšić en een (Gruppe Kotor) die via Grahovo naar Trebinje zou gaan, beide met als doel samen te komen met delen van het 5e SS Bergkorps in de buurt van Mostar. Delen van de Operationele Kust Groep sloegen echter alle pogingen om in de richting van Nikšić door te dringen af, wat de Duitsers ernstige verliezen toebracht, o.a. doordat de partizanen gesteund werden door twee batterijen Britse artillerie. De aanval vanaf Kotor kwam zelfs niet uit zijn uitgangsstellingen. Bovendien slaagde de Operationele Kust Groep erin om delen van het 21e Bergkorps en de Četniks op de zuidelijke flank in hevige gevechten achteruit te drukken en Cetinje en de Baai van Kotor tegen 22 november te bevrijden. Tijdens de doorbraak van de hoofdmacht van Heeresgruppe E van Skopje naar Novi Pazar, verloor het 21e Bergkorps ook het directe contact met deze strijdkrachten en bevond zich dus in een volledig isolement in het gebied tussen Podgorica en Shkodër.

## Alternatieve ontsnappingsroute
Op 22 november bezocht de bevelhebber van Heeresgruppe E, Generaloberst Alexander Löhr, het hoofdkwartier van het 21e Bergkorps. Daar werd besloten af te zien van het plan om het korps van Podgorica via Nikšić naar Herzegovina door te breken. In plaats daarvan werd besloten om via Kolašin door te breken richting Prijepolje. Een moeilijkheid was dat de 60 meter lange brug over de Morača ten noordenoosten van Podgorica vernietigd was. Deze brug was pas op 12 december weer klaar. Intussen trok de 297e Infanteriedivisie op naar het noorden, terwijl de 181e Infanteriedivisie de achterhoede zekerde.
Om het korps in staat te stellen deze moeilijke taak uit te voeren, stuurde Heeresgruppe E op 10 december de 22e Infanteriedivisie vanuit Prijepolje om richting Bijelo Polje en Mojkovac aan te vallen, om de weg vrij te maken voor het 21e Bergkorps. Omdat de route van Prijepolje naar het zuiden onvoldoende beschermd werd door de NOVJ- troepen (het zwaartepunt lag in de noordwestelijke richting richting Višegrad), rukte de 22e Infanteriedivisie met succes op en bereikt op 5 december Bijelo Polje. Maar daarna stopte een 16 uur durende wolkbreuk de verdere opmars door schade aan bruggen en door aardverschuivingen. Toch ging daarna de opmars langzaam verder. De twee Duitse groepen ontmoetten elkaar op 18 december om 12.30 uur halverwege tussen Kolašin en Mojkovac. Daarmee was de ontsnappingsroute voor het 21e Bergkorps geopend. Vanuit Podgorica volgde verder geen vijandelijke NOVJ druk. De verdere terugtocht verliep wel onder sterke druk op de flanken en onder geallieerde luchtaanvallen en duurde tot half januari 1945. Hierbij veroorzaakten de eerste weinig verliezen, de luchtaanvallen des te meer. De Duitse achterhoede verliet Priboj pas op 12 januari 1945. 
Met het 21e Bergkorps trokken ook de Montenegrijnse Četniks onder Pavle Đurišić zich terug uit het gebied. De Četniks scheidden zich af van de Duitse hoofdmacht in het Prijepolje-gebied en gingen door Sandžak naar Oost-Bosnië, ten westen van de Duitse troepen.
Na het vertrek van de Duitsers bevrijdde het 2e Stoottroepen-korps op 19 december Podgorica, Kolašin op 29 december en Bijelo Polje op 3 januari 1945. 

## Slagorde van de troepen

### Duitse troepen
- 21e Bergkorps (General der Infanterie Ernst von Leyser)
  - 181e Infanteriedivisie (Generalleutnant Eugen Bleyer) (10.000 man)
  - 297e Infanteriedivisie (Generalleutnant Otto Gullmann, vanaf 26 oktober 1944 Generalleutnant Albrecht Baier) (11.000 man)
  - Korpstroepen (3.000 man)
  - Gruppe Steyrer (Generalmajor Ludwig Steyrer) (8.000 man)
  - luchtmachteenheden (5.000 man)
  - Četniks (Pavle Đurišić) (10.000 man)
- 91e Legerkorps z.b.V. (Generalleutnant Werner von Erdmannsdorff)
  - 22e Infanteriedivisie (Generalleutnant Helmut Friebe) (12.000 man)
  - 41e Vestingsdivisie (Generalleutnant Wolfgang Hauser) (10.000 man)

### NOVJ troepen
- 2e Stoottroepen Korps (General Radovan Vukanović)
  - 3e Stoottroepen Divisie
  - 37e Sandžak-divisie

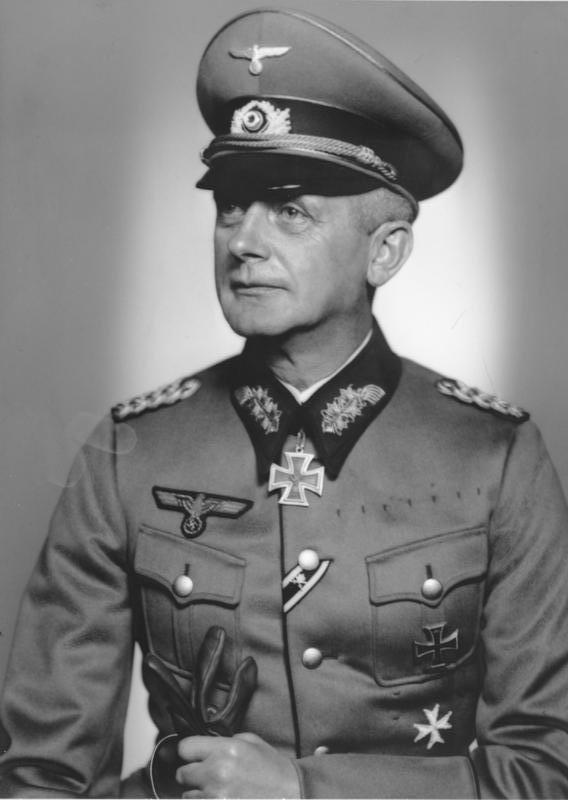
General Ernst von Leyser
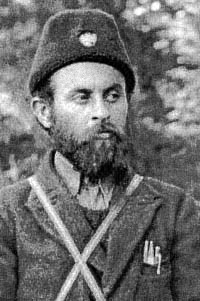
Pavle Đurišić
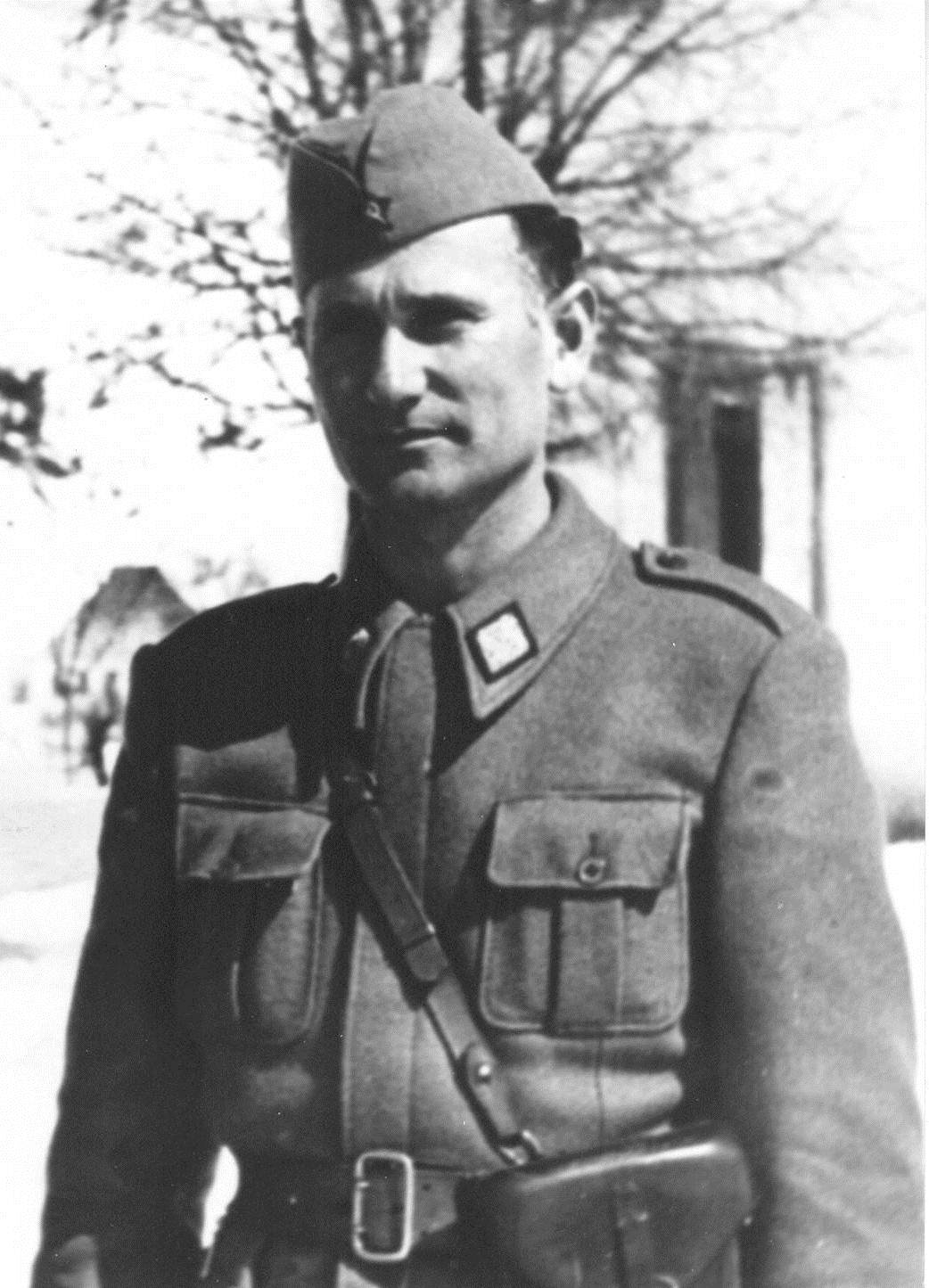
Generaal Radovan Vukanović